# Дагі Гамільтон
Дагі Гамільтон (англ. Dougie Hamilton, нар. 17 червня 1993, Торонто) — канадський хокеїст, захисник клубу НХЛ «Нью-Джерсі Девілс».

## Ігрова кар'єра
Хокейну кар'єру розпочав 2008 року.
2011 року був обраний на драфті НХЛ командою «Бостон Брюїнс».
19 січня 2013 року Гамільтон дебютує в складі «Бостон Брюїнс». Матч закінчився перемогою «ведмедів» з рахунком 3-1 над командою «Нью-Йорк Рейнджерс», дві гри опісля 23 січня, Гамільтон віддав свою першу гольову передачу в овертаймі з «Нью-Йорк Рейнджерс». 15 лютого 2013 року Гамільтон забиває свій перший гол в НХЛ, забивши гол у ворота Раєна Міллера із «Баффало Сейбрс».
3 травня 2013 року Гамільтон проводить свій перший матч в Плей-оф Кубка Стенлі 2013 замінивши захисника Ендрю Ференса, який був дискваліфікований на одну гру за силовий прийом проти нападника «Торонто Мейпл Ліфс» Михайла Грабовскі.
26 червня 2015 року «Бостон» обміняв Гамільтона в «Калгарі Флеймз» на вибір в першому і два вибори у другому (15, 45 і 52 загальний) раундах драфту 2015 року.
Захищав кольори професійної команди «Бостон Брюїнс». Наразі ж грає за клуб НХЛ «Калгарі Флеймс».

## Нагороди та досягнення
- Друга команда всіх зірок НХЛ — 2021.

## Статистика

### Клубні виступи
| Сезон        | Клуб                    | Ліга         | Регулярний сезон | Регулярний сезон | Регулярний сезон | Регулярний сезон | Регулярний сезон | Плей-оф | Плей-оф | Плей-оф | Плей-оф | Плей-оф |
| Сезон        | Клуб                    | Ліга         | І                | Г                | П                | О                | ШХ               | І       | Г       | П       | О       | ШХ      |
| ------------ | ----------------------- | ------------ | ---------------- | ---------------- | ---------------- | ---------------- | ---------------- | ------- | ------- | ------- | ------- | ------- |
| 2008–09      | «Сент Катерінс Фалконс» | OMHA         | 67               | 20               | 33               | 53               | 26               | —       | —       | —       | —       | —       |
| 2009–10      | «Ніагара АйсДогс»       | ОХЛ          | 64               | 3                | 13               | 16               | 36               | 5       | 0       | 1       | 1       | 4       |
| 2010–11      | «Ніагара АйсДогс»       | ОХЛ          | 67               | 12               | 46               | 58               | 77               | 14      | 4       | 12      | 16      | 16      |
| 2011–12      | «Ніагара АйсДогс»       | ОХЛ          | 50               | 17               | 55               | 72               | 47               | 20      | 5       | 18      | 23      | 16      |
| 2012–13      | «Ніагара АйсДогс»       | ОХЛ          | 32               | 8                | 33               | 41               | 32               | —       | —       | —       | —       | —       |
| 2012–13      | «Бостон Брюїнс»         | НХЛ          | 42               | 5                | 11               | 16               | 14               | 7       | 0       | 3       | 3       | 0       |
| 2013–14      | «Бостон Брюїнс»         | НХЛ          | 64               | 7                | 18               | 25               | 40               | 12      | 2       | 5       | 7       | 14      |
| 2014–15      | «Бостон Брюїнс»         | НХЛ          | 72               | 10               | 32               | 42               | 41               | —       | —       | —       | —       | —       |
| 2015–16      | «Калгарі Флеймс»        | НХЛ          | 82               | 12               | 31               | 43               | 46               | —       | —       | —       | —       | —       |
| 2016–17      | «Калгарі Флеймс»        | НХЛ          | 81               | 13               | 37               | 50               | 64               | 4       | 0       | 1       | 1       | 8       |
| Усього в НХЛ | Усього в НХЛ            | Усього в НХЛ | 341              | 47               | 129              | 176              | 205              | 23      | 2       | 9       | 11      | 22      |

### Збірна
| Рік              | Команда          | Турнір           | Місце            | І  | Г | П | О  | ШХ |
| ---------------- | ---------------- | ---------------- | ---------------- | -- | - | - | -- | -- |
| 2010             | Канада Онтаріо   | U17              | 2                | 6  | 0 | 1 | 1  | 0  |
| 2011             | Канада           | ІГ18             | 1                | 5  | 1 | 2 | 3  | 2  |
| 2012             | Канада           | МЧС              | 3                | 6  | 2 | 4 | 6  | 6  |
| 2013             | Канада           | МЧС              | 4-е              | 6  | 1 | 1 | 2  | 0  |
| Молодіжна збірна | Молодіжна збірна | Молодіжна збірна | Молодіжна збірна | 23 | 4 | 8 | 12 | 8  |